# Halparuntiya II.
Halparuntiya II. war ein späthethitischer König von Gurgum und ein Sohn Muwatallis II. von Gurgum. 855 oder 853 unterwarf er sich Šulmanu-ašared III. Bezeugt ist er durch eine in Tell Tayinat gefundene Kolossalstatue, die mit einer teilweise erhaltenen Inschrift in Hieroglyphen-Luwisch versehen ist. Auf dieser wird ein Feldzug erwähnt, den er gegen die Städte Iluwasi und Hirika (letztere evtl. Ḫilakku in Kilikien oder Ḫiliki, eine Grenzstadt des Territoriums von Melid) führte. Es wird angenommen, dass er mit dem aus assyrischen Quellen bezeugten Qalparunda gleichzusetzen ist.